# European Security Academy
Die European Security Academy (EUSECA) ist ein polnisches Unternehmen, das Ausbildungen für private Sicherheits- und Militärunternehmen sowie Polizei und Militär anbietet. Die EUSECA betreibt ein Sicherheitstrainingszentrum, das neben dem US-amerikanischen Academi-Trainingszentrum und dem jordanischen King Abdul's Training Center, eins von weltweit drei dieser Art und das größte private Sicherheitsschulungszentrum in Europa ist.

## Geschichte
Die EUSECA wurde 2008 von Andrzej Bryl gegründet und ist der Nachfolger des 1992 gegründeten Centrum Szkolenia Specjalnego. Dem Unternehmen ist das Personenschutzteam Delta Executive Protection angegliedert. Die EUSECA stellte sich international erstmals 2009 auf der damaligen Internationalen Waffenausstellung im Messezentrum Nürnberg vor. Bis 2012 stellte die EUSECA international auf verschiedenen Fachmessen aus, wie beispielsweise der LAAD Defence & Security – International Defence and Security Exhibition in Brasilien, der Milipol in Katar und der Defence EXPO in Thailand.
Sie führt im EUSECA-Trainingszentrum in der Gmina Książ Wielkopolski in Włościejewki Schulungen im Bereich Personen-, Konvoi- Objekt- und Schiffssschutz sowie in der Ersten Hilfe und im Schießen durch. Die Trainings werden international von privaten Unternehmen, aber auch von Polizei und Militär wie beispielsweise den Spezialkräften der polnischen Militärpolizei oder den Spezialkräften der niederländischen Brigade Speciale Beveiligingsopdrachten der Koninklijke Marechaussee genutzt. Das Trainingszentrum besitzt verschiedene Schießbahnen von 15 bis 300 Meter, auf denen Scharfschützenausbildungen sowie Ausbildungen im taktischen Schießen durchgeführt werden. Im Training Compound befinden sich verschiedene Gebäude, in denen beispielsweise im scharfen Schuss geübt wird oder in denen Zugangstechniken trainiert werden können. Ebenfalls steht beispielsweise ein Nachbau von Teilen der somalischen Hauptstadt Mogadischu sowie verschiedene Land- und Luftfahrzeuge zu Trainingszwecken zur Verfügung.
Im Jahr 2010 übernahm die European Security Academy, mit Unterstützung von ehemaligen Mitgliedern der Einheit GROM, die viermonatigen Schulungen für die Personenschützer von Muammar al-Gaddafi und seiner Familie. Im Jahr 2013 veröffentlichte der Discovery Channel die sechsteilige Doku „Secret World of Bodyguards“, die die Ausbildung im EUSECA-Sicherheitstrainingszentrum zeigte. Im Jahr 2014 wurde vom französischen Canal+ eine weitere zehnteilige Doku „Elita Bodygardów“ veröffentlicht, die die weltweiten Aktivitäten von EUSECA-Ausbildern und unter anderem die des Personenschutzteams Delta Executive Protection im Irak, Brasilien, Kolumbien und im Golf von Aden zeigt.

## Unternehmensstruktur
Neben dem Hauptsitz in Polen besitzt EUSECA weltweit mehr als 20 Niederlassungen, unter anderem in verschiedenen europäischen Ländern wie Deutschland und Österreich, aber auch in Südafrika, Mexiko, China und dem Irak. In Deutschland kooperiert EUSECA mit dem privaten Sicherheitsunternehmen Alfa Protect.

## Kontroversen
Im Jahr 2018 wurden in der EUSECA in Polen eine Reihe ukrainischer Rechtsextremer ausgebildet. Obwohl EUSECA 2018 behauptet keine Personen mit Verbindungen zu Rechtsextremen auszubilden, dokumentierte Bellingcat fortlaufend bis 2022 ebendies. Der polnische EUSECA-Direktor bezeichnete diese Berichte später als Fake News.
In den Jahren 2018 und 2019 geriet das Unternehmen in die Schlagzeilen, nachdem öffentlich wurde, dass zwei der Verdächtigen im Mordfall um den slowakischen Investigativjournalisten Ján Kuciak 2014 durch die EUSECA auf einem Schießplatz in Wien-Floridsdorf eine Schießausbildung erhielten. Der Geschäftsführer der EUSECA Austria mit Sitz im slowakischen Bratislava äußerte hingegen, dass die Ausbildung eines der Verdächtigen nicht in Wien bzw. bei EUSECA Austria stattgefunden hätte und der 2021 wegen seiner Beteiligung an der Ermordung von Kucia zu 25 Jahren Haft Verurteilte, in seiner Dienstzeit als slowakischer Polizist eine Personenschutzausbildung bei EUSECA in Polen erhalten habe und militärisch-taktischen Schulungen durch EUSECA Austria nicht durchgeführt würden.